# Falher
Falher est une ville (town) située en Alberta, au Canada. Elle se situe dans le district municipal de Smoky River No  130, longeant l'autoroute 49.

## Présentation
La ville de Falher est surnommée « la capitale du miel du Canada »[réf. nécessaire]. C'est une communauté franco-albertaine située dans la région de la Rivière de la Paix en Alberta. La grande majorité de ses habitants sont francophones[réf. nécessaire].
En 2012, la communauté de Falher a fêté le centième anniversaire de la fondation de la colonie franco-albertaine [réf. nécessaire].

## Historique
La ville de Falher fut nommé en honneur du Père Constant Falher, un missionnaire français. La colonie de Saint Jean-Baptiste de Falher fut établie en 1912. Dans les années qui suivirent, d'autres colons arrivèrent et la colonie se divisa en deux: le village de Donnelly et la ville de Falher[réf. nécessaire].
La municipalité de Falher reçut le statut de village en 1929 et fut incorporé en tant que ville en 1955[réf. nécessaire].
La première église de Falher située à la mission de St. Jean-Baptiste est maintenant un site historique enregistré[réf. nécessaire].

## Éducation
La ville de Falher possède deux écoles :
- L'École Héritage, qui est un établissement scolaire francophone construit en 1951.
- L'École Routhier, qui est une école élémentaire bilingue français/anglais.

Les collégiens poursuivent leurs études secondaires à l'école Georges P. Vanier dans la ville voisine de Donnelly[réf. nécessaire].

## Économie
Chaque année, une Fête du Miel rend hommage à l'industrie de l'apiculture qui a créé un impact économique dans la région de Smoky River et dans le reste du Canada et des États-Unis. Le miel de la région provient en grande partie de l'exploitation de graines de trèfle. À son apogée, plus de 48 000 ruches dans la région ont produit jusqu'à 4 500 tonnes de miel par an[réf. nécessaire].

## Culture
En 2006 la ville de Falher a participé au concours national de Kraft Hockeyville qui désigne la municipalité qui incarne l'esprit du passe-temps national canadien[réf. nécessaire].

## Démographie
| 2001  | 2006 | 2011  | 2016  |
| ----- | ---- | ----- | ----- |
| 1 109 | 941  | 1 075 | 1 047 |